# Conicera seticerca
Conicera seticerca är en tvåvingeart som beskrevs av Borgmeier 1969. Conicera seticerca ingår i släktet Conicera och familjen puckelflugor.
Artens utbredningsområde är Dominica. Inga underarter finns listade i Catalogue of Life.